# Sciocochlea llogaraensis
Sciocochlea llogaraensis is een slakkensoort uit de familie van de Clausiliidae. De wetenschappelijke naam van de soort is voor het eerst geldig gepubliceerd in 2009 door A. & P.L. Reischutz.